# یواس‌اس پاتروکلوس (ای‌آرال-۱۹)
یواس‌اس پاتروکلوس (ای‌آرال-۱۹) (به انگلیسی: USS Patroclus (ARL-19)) یک کشتی بود که طول آن ۳۲۸ فوت (۱۰۰ متر) بود. این کشتی در سال ۱۹۴۴ ساخته شد.